# Freches
Freches ist ein Ort und eine ehemalige Gemeinde (Freguesia) im portugiesischen Kreis Trancoso. Die Gemeinde hatte 455 Einwohner (Stand 30. Juni 2011).
Am 29. September 2013 wurden die Gemeinden Freches und Torres zur neuen Gemeinde União das Freguesias de Freches e Torres zusammengeschlossen. Freches ist Sitz dieser neu gebildeten Gemeinde.